# Вила Сканела (Пескара)
Вила Сканела (итал. Villa Scannella) је насеље у Италији у округу Пескара, региону Абруцо.
Према процени из 2011. у насељу је живело 38 становника. Насеље се налази на надморској висини од 318 м.